# Hywel Thomas
Hywel Thomas (18 de setembro de 1972) é um engenheiro britânico  que atualmente ocupa o cargo de diretor executivo da Mercedes AMG High Performance Powertrains e, portanto, gerente de motores da equipe de Fórmula 1 da Mercedes.

## Carreira
Thomas formou-se em engenharia mecânica pela Universidade de Bath. Após a formatura, ele começou a trabalhar para a Perkins Engines como engenheiro de simulação. Thomas permaneceu até o final dos anos 1990, quando ele conseguiu um emprego na Cosworth. Em 2004, ele continuou sua carreira profissional e começou a trabalhar na Mercedes-Ilmor (atual Mercedes AMG High Performance Powertrains), onde trabalhou, entre outras funções, como engenheiro sênior, engenheiro-chefe e chefe de departamento de motores. 
Em 1 de julho de 2020, o diretor executivo da Mercedes AMG High Performance Powertrains e, gerente de motores da equipe de Fórmula 1 da Mercedes, Andy Cowell, deixou seus cargos e foi substituído por Thomas. Com ele assumindo a responsabilidade direta pelas unidades de potência da Mercedes a partir de julho daquele ano.